# 獐子島鎮
獐子島鎮（しょうしとう-ちん）は中華人民共和国遼寧省大連市長海県に位置する鎮。
長山群島南部に位置し、大連の東北の方向56海里の黄海海上にある。獐子、褡褳、大耗、小耗の4つの島から構成される。総延長57.7キロメートルの曲がりくねった海岸線が続き、岩の暗礁は入り組んでいる。水産資源は極めて豊富であり、とくにエゾアワビ（皺紋盤鮑）、ホタテ貝、ホラガイ、ウニ、ウチムラサキ（天鵝蛋）、ヤドカリなどの貴重珍品が豊富に産出されることで国内外に知られている。
ここ数年来、金沙灘海水浴場、旅行休暇村、海水淡水化工事などの大規模な開発を行い観光客の需要に応えようとしている。